# Exenterus phaeopyga
Exenterus phaeopyga är en stekelart som beskrevs av Gupta 1993. Exenterus phaeopyga ingår i släktet Exenterus och familjen brokparasitsteklar. Inga underarter finns listade i Catalogue of Life.